# Séleucie de Piérie
Pour les articles homonymes, voir Séleucie.
 (novembre 2014).
Si vous disposez d'ouvrages ou d'articles de référence ou si vous connaissez des sites web de qualité traitant du thème abordé ici, merci de compléter l'article en donnant les références utiles à sa vérifiabilité et en les liant à la section « Notes et références ».
 (septembre 2006).
Séleucie de Piérie est une ville fondée par Séleucos Ier Nicator en Syrie antique. Elle est aussi appelée Séleucie sur l'Oronte.
La ville a été fondée par Séleucos Ier au début de son règne dans un geste global incluant une tétrapole. La ville a avant tout une vocation militaire, en tant que port d’Antioche. Son site, rejeté par les Phéniciens, était peu adapté à la création d'un port. Seule la capacité des Grecs à aménager des ports artificiels a permis son existence. Très vite, le port s'ensabla car trop proche de l’embouchure de l’Oronte et des alluvions dévalant la montagne directement dans le port. La ville fut aussi victime des conflits qui marquèrent la région : prise par les Lagides en 219 av. J.-C. ou guerres contre les Parthes, Sassanides et les Perses. 
La construction du tunnel sous les Flaviens, les travaux de réfection et élargissement du port semblent indiquer que malgré la lourdeur de l’investissement, ceux-ci tenaient à la ville et avaient de bonnes raisons de la garder. C’est donc probablement plus la situation géographique globale que le site qui intéressait ces derniers.
En 526 ou 528, le site a été victime d’une tremblement de terre qui a entraîné une élévation du niveau de la terre par rapport à la mer et un ensablement accéléré.  La ville cependant « réapparaît » chaque fois que la situation militaire le demande. De sa fondation jusqu’au VIe siècle une activité est attestée, ensuite plus rien jusqu’à la fin du Xe siècle - début du XIIIe siècle dans le cadre de la brève reprise en main de la région par les Byzantins et les Croisés.
Au XXIe siècle, il ne reste qu'un site archéologique.

## Histoire

### Cadre historique
La région était au carrefour de diverses civilisations à travers l'histoire : les Hittites au nord, les Akkadiens et Assyriens à l’est, au sud les Égyptiens, puis, les Araméens venus de Mésopotamie, suivis des Phéniciens. Avec eux, la région change son orientation géographique : elle se tourne de plus en plus vers la Méditerranée, se détournant de l’Euphrate. Cyrus le Grand l'intègre dans son empire sous la forme de satrapie d’Abr-Nahrain. Les Perses réorganisent militairement et administrativement le pays.
Vers 333 av. J.-C., Alexandre le Grand chasse les Perses. C’est Séleucos Ier qui unifie et revivifie la région. Cette unité ne peut être maintenue par ses successeurs qui affrontent les Ptolémées. Les Lagides ne réussissent jamais à contrôler la Syrie, mais prennent pour des durées diverses certaines villes, entre autres Séleucie de Piérie. Vers -80, les Séleucides font appel à un Arménien, Tigrane II, pour les protéger. Ce dernier règne bientôt sur la majeure partie de ce qui reste de la Syrie, à l’exception notoire de Séleucie de Piérie, mettant fin par là même à la dynastie séleucide.
Avec la fin des Séleucides, ce sont les Romains qui s’établissent en terre syrienne. En 64 av. J.-C., Pompée annexe officiellement la Syrie sous la forme d'une nouvelle province romaine. Dans un premier temps, Rome laisse indépendants la majorité des états indigènes qui acceptent d’être ses alliés. Ce n’est qu’au Ier siècle de notre ère que ces États sont annexés.
C'est de Séleucie que l'apôtre Paul s'est embarqué en 45, pour son premier grand voyage.
Au IIIe siècle les Romains sont aux prises avec les Parthes et les Perses, après 226 aussi avec les Sassanides. Séleucie de Piérie et Antioche — entre autres — deviennent les bases opérationnelles pour les perpétuelles guerres au-delà de l’Euphrate. Sous Dioclétien la Syrie est réorganisée, subdivisée en unités plus petites. Antioche devient le siège du diocèse d’Orient. Avec la montée du Christianisme, elle joue un rôle important dans le domaine religieux. À cette époque, Antioche était presque l’égale de Rome, se mesurant à Alexandrie.
La déferlante musulmane s’abat dès 635 sur la Syrie. Avec la bataille de Yarmouk en 636 et la prise d’Antioche en 638, la Syrie devient musulmane. Les Byzantins réussissent de manière sporadique à reprendre le contrôle de certaines villes syriennes, mais plus jamais dans la durée. Seules les croisades mettent une dernière fois en doute la présence arabe en Syrie, mais cela ne dure pas au-delà du XIIIe siècle.
Les turcs se substituent aux Arabes pour le contrôle de la Syrie jusqu’au XXe siècle, où après un court intermède colonial, elle redevient indépendante.
La région actuelle de l’ancienne Antioche et de Séleucie de Piérie a été pour un très court moment une république indépendante : le Sandjak d'Alexandrette et la République de Hatay rattachée administrativement à la Syrie.
En 1938, la France céda cette même région à la Turquie — en échange de sa non-participation aux côtés des Allemands, dans une éventuelle IIe Guerre Mondiale, comme le reprochent les Syriens aux Français.

### Époque hellénistique
La Syrie ayant été occupée dès -333 par Alexandre le Grand, la question d’un peuplement grec se pose. Une population partiellement grecque est attestée dans des villages côtiers déjà avant l’invasion macédonienne. Lors de la conquête d’Alexandre, la Syrie ne compte que cinq agglomérations méritant le nom de villes : Myriandros près d’Ipsos, Thapsakos sur l’Euphrate, Bambyke, Arados sur son île et Marathos juste en face. Alexandre aurait fondé quelques villes entre la mer et l’Euphrate. Les deux seules villes indiscutablement fondées par des Hellènes sont Antigoneia dont on ne connaît pas le site exact et Larissa au sud d’Apamée.
Après la bataille d'Ipsos en -301 et la victoire des alliés Cassandre, Lysimaque et Seleucos, celui-ci fond la Mésopotamie et la Syrie dans son empire.
Seleucos Ier trouve une Syrie globalement dépeuplée. Les siècles précédents, avec les invasions successives d’Assyrie et de Babylone, ont contribué à vider un pays. Peu d’exceptions à cette règle générale : certaines villes sur la côte phénicienne ont pu maintenir une activité urbaine.
L’une des premières mesures de Séleucos Ier après la prise en mains de ses nouvelles provinces fut de rayer de la carte la toute jeune ville d’Antigoneia. Ce geste relève probablement d'une volonté de faire table rase pour mieux asseoir une identité dynastique. Parallèlement, il réorganisa l’espace urbain syrien.
Séleucos Ier entreprit donc la fondation d’Antioche et la dota d’un port, Séleucie de Piérie. Immédiatement après, il fonda, sur des sites déjà habités, Laodicée et Apamée. Ces quatre villes furent de toute évidence planifiées pour former un ensemble, une tétrapole. Cette volonté n’est pas uniquement marquée par la proximité dans le temps des fondations, mais aussi par des indices d’ordre architectural : ainsi la taille des insulae à Antioche était de 112 mètres par 58 mètres, presque identique à celle de Laodekeia où elle fait 112 mètres par 57 mètres.
Ces quatre villes, qui devinrent les capitales de quatre satrapes homonymes, reçurent toutes un nom lié à la dynastie qui allait se mettre en place : Séleucie pour lui-même, Antioche et Laodekeia pour ses parents et Apameia pour sa femme. Par la suite, d’autres villes furent fondées.

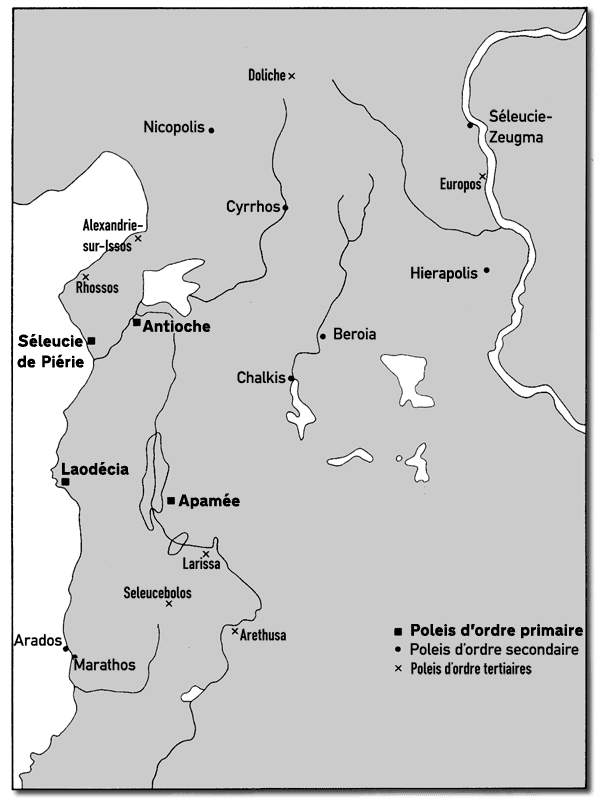
Carte des principales villes séleucides

- L’emplacement — tant au niveau macro-géographique que micro-géographique — des villes nouvellement créées semble avoir répondu en premier lieu à des considérations purement stratégiques, délaissant bien souvent le bon sens économique. L’exemple le plus frappant étant certainement Apameia. Pensée en termes militaires pour servir de verrou sud à l’empire, fermant l’accès de la vallée du Bekaa, elle fut construite sur un plateau relativement ardu d’accès et assez loin de ses ressources naturelles pour lui permettre une croissance naturelle et autonome.

- L’architecture est caractérisée par l’enceinte englobant toute la ville. L’acropole est toujours désaxée, construite sur l’enceinte, tranchant avec le modèle athénien. Cette configuration — permettant la défense de la ville vis-à-vis d’ennemis extérieurs tout comme le repli en cas de troubles internes — laisse planer le doute quant à l’évaluation de Séleucos Ier sur la stabilité interne.

- Comment qualifier la ville séleucide ? D’inspiration grecque par l’origine de leur fondateur, peut-on en déduire qu’elle fut une simple copie de ses sœurs hellènes ? Rien n’est moins sûr. S’il est certain que l’afflux successif de colons macédoniens et grecs a certainement poussé les villes vers plus d’autonomie, cela n’a probablement pas été l’objectif initial de Séleucos Ier. Ce dernier a en effet instauré assez tôt la fonction d’épistate comme représentant dans ses villes. On ne sait pas beaucoup des prérogatives liées à cette fonction, elle ne semble pas correspondre à celle d’un gouverneur au sens moderne. On imagine mal ce genre de situation dans une polis grecque jalouse de son indépendance. D’un côté Séleucos Ier a pris soin de doter ses villes de certains attributs d’une polis : magistrats, enceinte, acropole, assemblée, etc., mais un Pausanias s’attendrait aussi à trouver des bâtiments administratifs, un gymnase, un théâtre, l’agora et une fontaine. Aucune cité séleucide ne pourrait se targuer du titre de polis selon la définition de Pausanias.

Séleucos Ier a de toute évidence suivi le modèle alexandrin correspondant visiblement plus à la situation de ville coloniale à la frontière d’un empire pas encore stabilisé.
Au-delà, la logique semble avoir été de hiérarchiser au plan urbain la Syrie avec des villes de première importance (formant la tétrapole) suivie d’un réseau de villes de seconde importance.
Ces choix se répercutent sur l’évolution naturelle. Deux siècles plus tard déjà, d’autres villes supplantent la tétrapole, seule Antioche échappe — pour un moment, du fait de sa position de capitale formelle de l’entité séleucide — à une logique qui leur a été dictée par des considérations purement militaires. Il est assez frappant qu’on n’entend plus parler de ces villes après le passage des Romains que lors des croisades où leurs avantages stratégiques trouvent de nouveau une application qui leur semble prédestinée. Cette situation contraste singulièrement avec celle de villes à l’évolution plus naturelle comme c’est le cas pour Arados, toujours prospère à l’heure actuelle sous son nom arabe d’Arwad.
Le commerce entre l’orient mésopotamien et l’occident méditerranéen peut, s’il s’agit de passer par le nord de la Syrie, suivre trois voies. Les deux premières reliaient Alep à deux ports d’origine phénicienne : Ugarit et Myriandrus près d’Issus. La troisième est celle qui passe par le site d’Antioche aboutissant au port de Séleucie de Piérie. 
- La première route, celle d’Ugarit, est attestée par des inscriptions cunéiformes. La ville fut détruite vers -1200 par les peuples de la mer. Pour une raison a priori inconnue, elle ne fut jamais reconstruite. Plusieurs hypothèses peuvent être envisagées : le port d’Ugarit n’était peut-être pas adapté à recevoir les bateaux de plus en plus grands ou la concurrence du port d’Aradus s’est fait de plus en plus sentir, ne rendant plus intéressant de le reconstruire.

- La deuxième route, celle qui passe au nord d’Antioche par Myriandrus mène aux ancrages les plus sûrs de cette partie de la Méditerranée. Elle a été citée par Xénophon dans son Anabase. La route passe par un col de l’Anamus, la rendant ardue.

- La troisième route, celle qui intéresse directement ce cadre, est peu documentée. Des fouilles incitent à croire qu’il y a eu sur l’estuaire de l’Oronte un établissement grec. Ce comptoir ne semble toutefois pas avoir été d’importance comparable à Arados. Le commerce généré par celle-ci semble avoir été de peu d’importance en comparaison de celui sur les deux autres routes.

On peut se demander pourquoi les sites d’Ugarit et de la future Séleucie de Piérie n’ont pas eu la faveur des Phéniciens, pourtant toujours à l’affût de sites où faire prospérer leur commerce. La réponse semble être le fait que ces deux sites sont très mal situés d’un point de vue maritime : l’estuaire de l’Oronte s’ouvre très largement sur la mer n’offrant que peu de protection aux coups de vent, à Laodecia ce n’est guère mieux ! Les Phéniciens, habiles marins mais moins doués dans le génie civil, semblaient de ce fait privilégier des ports naturels.
Alors pourquoi le fondateur de la dynastie séleucide a-t-il choisi de créer deux de ses villes de sa tetrapolis sur des sites que les Phéniciens n’ont pas retenus ? C’est que les Macédoniens ramènent avec eux un savoir-faire en termes d’aménagement portuaire. Ils ne se contentent pas d’utiliser des abris naturels, mais construisent des ports là où les Phéniciens ne le pouvaient pas.
On pourrait aussi se poser la question pourquoi les Séleucides se donnent autant de mal à construire ces deux ports artificiels avec tous les investissements que cela nécessite, au lieu de tout simplement occuper ceux existants. Plusieurs facteurs y sont certainement pour quelque chose : 
- La Syrie séleucide est prise en tenaille entre les Lagides au sud (avec toute la flopée de ports phéniciens comme Sidon, Tyr, etc. déjà « pris ») et les empires rivaux en Cilicie, ne lui laissant qu’une mince frange côtière pour établir des ports sûrs, réduisant du même coup le nombre de possibilités ;

- Seleucos Ier n’avait pas vraiment la main libre dans son empire fraîchement instauré. Il devait composer avec les rares villes possédant des ports, en général des fondations phéniciennes habituées à une autonomie politique respectée par plusieurs envahisseurs précédents et seules dépositaires d’une compétence mercantile qu’il ne voulait pas voir émigrer chez ses « concurrents ».

## Description de Séleucie de Piérie
Des artéfacts découverts dans des grottes surplombant la mer et décrits par Senyürek et Bostanci vers la fin des années 1950 indiquent que la région des bouches de l'Oronte aurait été habité au moustérien.
Il semblerait aussi que le site ait été habité autour de l'an 700 av. J.-C., Pausanias cite en effet une colonie grecque (sous domination assyrienne), Jean Malalas cite aussi des bâtiments sur les pentes des collines qui seraient antérieures à la fondation de Séleucie de Piérie par Séleucos Ier.

### Bref historique

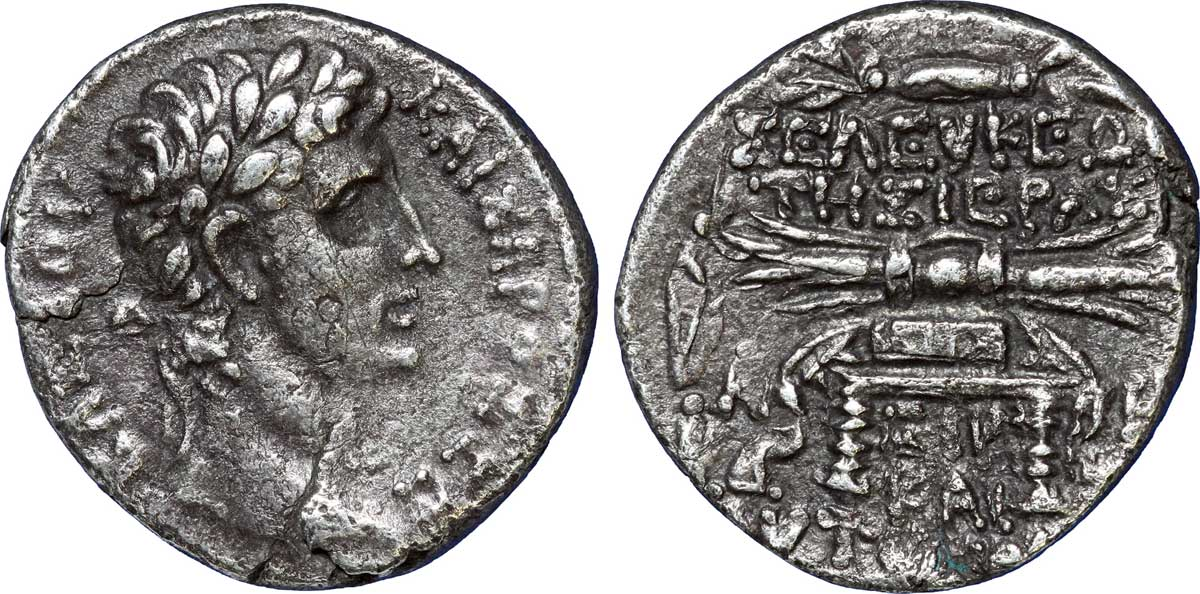
Monnaie frappée en la cité de Séleucie

Séleucie de Piérie aurait été fondée avec Antioche aux alentours de l’an -300, son mythe fondateur, avec emplacement de la ville choisi par un aigle, est décrit par Libanios.
Différents indices laissent à penser qu’elle fut initialement la capitale de l’empire, tout du moins tels semblent avoir été les plans initiaux de Seleucos  Ier.
Un comptoir grec semble avoir existé avant Séleucie de Piérie, mais pas sur le site même. Il ne semble pas avoir joui d’une grande importance. Globalement on peut donc considérer le site comme urbainement vierge. Sa fonction primaire étant de servir de port à Antioche, il n’est pas inintéressant de rappeler que, selon Libanios, l’Oronte aurait été navigable entre Antioche et la mer.
Très peu est connu sur le développement de la ville durant ses premières cinquante années. Le noyau de la ville s’est probablement installé un peu sur les hauteurs, à l’abri des attaques venant de la mer. L’extension se sera dès lors faite en direction de la mer. Il est fort improbable que la situation initiale du port soit celle que l’on a aujourd’hui, mais je propose de traiter la question de l’évolution progressive — et ainsi sa situation initiale — dans un chapitre à part.
La ville portuaire passe sous contrôle lagides pour quelques années à la suite de la 3e guerre syrienne, en -241. L'épisode de la prise de Séleucie est relaté dans la papyrus de Gourob qui annonce la prise par l'armée de Ptolémée III de Séleucie puis d'Antioche où il est venu au secours de sa sœur Bérénice.  

La ville réapparaît en -219 dans les annales sous la plume de Polybe. Il l'évoque à l'occasion de la 4e guerre syrienne entre Ptolémée IV et Antiochos III pour le contrôle de la Syrie. Le port a en effet une importance militaire et Polybe cite Apollophanes, conseiller d’Antiochos : 
«  Si elle restait au pouvoir de l’ennemi, elle constituerait un obstacle de première grandeur à toutes les entreprises d’Antiochos. Dès que le roi s’en serait emparé (...) elle lui serait d’un grand secours pour tous ses autres projets et entreprises sur terre comme sur mer ». »
Au deuxième siècle avant notre ère, la cité est administrée sous le contrôle d'un épistate (gouverneur de cité). Un échange de correspondance entre le roi Séleucos IV et la cité à propos d'honneur pour Aristolochos a été conservé par une inscription et permet de se représenter les relations entre la monarchie séleucide et la cité. Il témoigne aussi de l'organisation de la cité en tribu et en dème. 
La ville passa en 64 av. J.-C. sous contrôle romain. La aussi, rares sont les témoignages relatant des faits intérieurs, de la situation économique ou de ses relations avec son entourage.
On sait — par des inscriptions décrites plus loin dans le texte — que les Flaviens ont entrepris la construction d’un ouvrage d’art impressionnant pour l’époque: le tunnel qui sera décrit plus loin.
La mise en œuvre d’une telle construction souligne, s’il le fallait, l’importance capitale de ce port pour les Romains. Au vu de certaines informations indirectes — encore des inscriptions — il semblerait que cette importance ait été avant tout d’ordre militaire.
Le port était devenu avec le temps le point de débarquement des troupes romaines lors des campagnes contre les Parthes, Sassanides et Perses à partir des années 200. Au IVe siècle de notre ère d’importants travaux y seront effectués, entraînant des investissements qui ne se justifieraient pas sans l’extrême importance stratégique de celui-ci.
De Séleucie, les deux apôtres Paul et Saint Barnabé partirent pour leur premier voyage pour prêcher. De même, certains des premiers conseils ecclésiastiques y prirent lieu. Le premier archevêque connu de Séleucie de Piérie était Zenobius, présent au concile de Nicée en 325. La « Notitia Episcopatuum » d’Antioche, déclara Séleucie de Piérie archevêché autonome au cours du VIe siècle. Cet archevêché perdurera jusqu’au Xe ou XIe siècle. La ville est un ancien évêché. 
De récentes recherches ont démontré qu’un tremblement de terre en 526 (accompagné d'un tsunami) suivi d'un autre en 528 (qui a fini de détruire de ce qui restait de la ville) ont entraîné une élévation du niveau de la terre (d'environ 1,5 m) suivi d’un ensablement accéléré qui a pu finir par rendre le port inutilisable. Les historiens s’accordent généralement à dire que la présence arabe, à partir de 638 (prise d'Antioche) a entraîné un déclin général d’Antioche et de Séleucie. Même si certains indices permettent de le croire le doute est quand même permis. Il est en effet fortement improbable que des villes comme Damas ou Alep florissent alors qu’en même temps Antioche et Séleucie de Piérie croupiraient dans un déclin total.
Si déclin relatif de Séleucie de Piérie il y avait, il sera probablement plus dû à une sorte de réaction en chaîne: déclin des « villes mortes » au VIe siècle déclin d’Antioche, déclin de Séleucie de Piérie. Il se peut aussi que ce soit le déclin de la navigation dans cette partie de la Méditerranée qui ait plus affecté Séleucie de Piérie que d’autres villes.
Séleucie de Piérie a pu être reprise par les Byzantins vers 970 — Antioche en 969.
Du temps des Croisades, entre les XIe et XIIIe siècle, le port d’Antioche, appelé Saint Syméon, dont il n’est pas sûr qu’il s’agisse encore de Séleucie de Piérie, a — avec les autres ports de la façade méditerranéenne comme Lattaquia, Tartous et Tripolis — été utilisé par les marchands d’Antioche et d’Alep pour exporter les produits locaux comme l’indigo, la vannerie de Damas ou d’Alep et servait de terminal aux caravanes d’Arabie. Un comptoir génois est attesté. Mais dans l’ensemble, dus aux incessants troubles, St. Syméon ne semble pas avoir été d’une grande importance économique.
Saint Syméon, a par contre, joué un rôle militaire important lors de la prise d’Antioche par les croisés le 3 juin 1098. Il servait de port de ravitaillement et de débarquement.
Pendant un certain temps, Saint Syméon faisait partie de la Principauté d'Antioche avec Bohémond de Tarente à sa tête, dont Antioche était la capitale. Bohémond III s’est même indirectement vu confirmer cette mainmise par Saladin en 1188.
Durant l’été 1262, Baybars fit une incursion sur la principauté d’Antioche durant laquelle Saint Syméon fut pillée. Six ans plus tard, le 18 mai 1268 Antioche tomba entre ses mains dans un bain de sang effroyable.
Ibn Battuta parle de l’Antioche du premier quart du XIVe siècle en ces termes: 
« Je me rendis à Antâiyya, grande et vieille ville. Elle était entourée d’un rempart solide qui n’avait son pareil en Syrie. Lorsque le roi Az-Zahir [le Mamelouk Baybars] conquit la ville, il le détruisit. Antioche est très peuplée, ses demeures sont joliment construites, la ville a beaucoup d’arbres et d’eau. »
 Antioche semble donc avoir gardé sa vitalité après le passage du terrible Baybars, que les chroniqueurs chrétiens avaient pourtant crédité de la mise à mort de la ville.

### Présentation du site par Chapot, en 1907

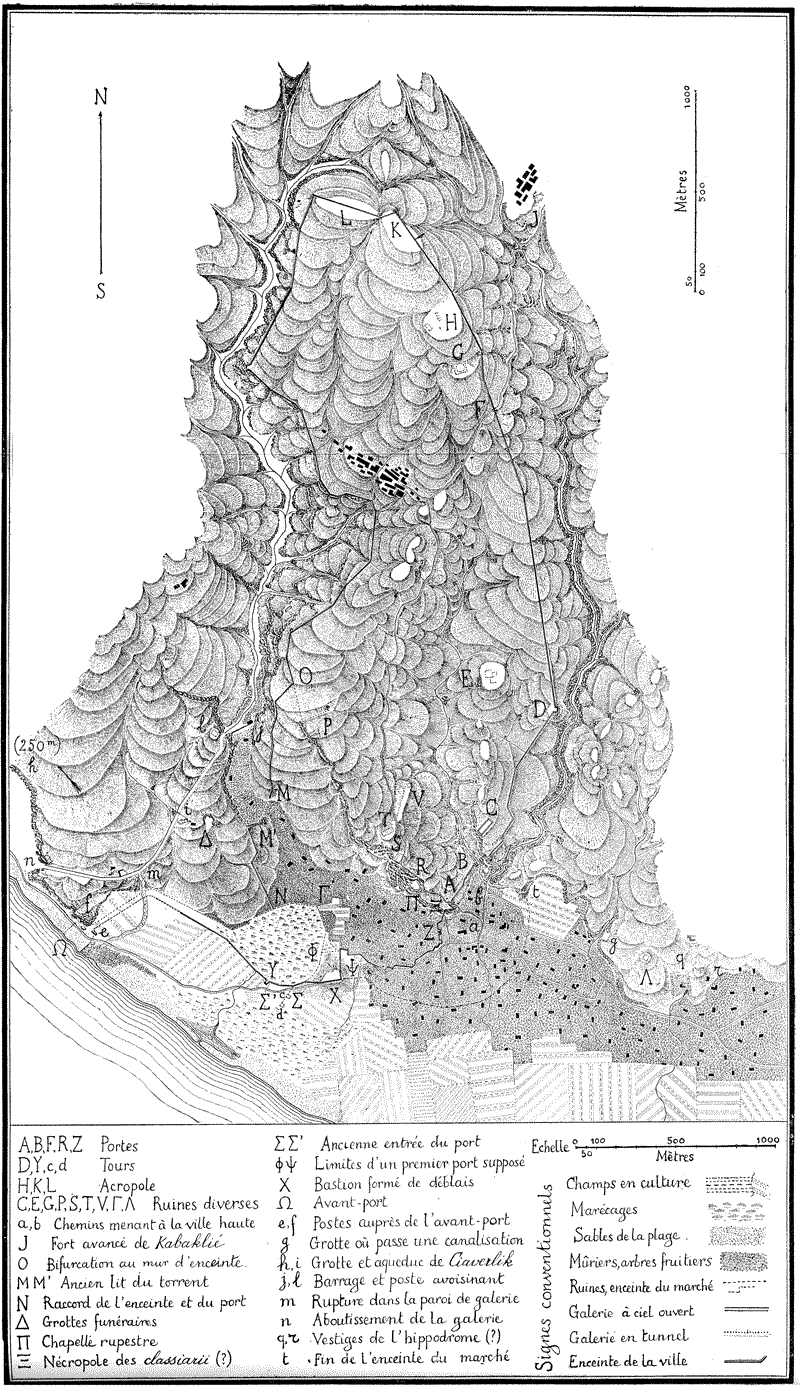
Plan de Chapot (1907)

Dès le départ de sa description, après avoir situé le cadre géographique, il parle de ce qui fut probablement la raison de sa rapide décadence : l’ensablement. En effet, Victor Chapot écrit qu’au « pied des pentes abruptes, le fleuve a charrié des alluvions étalées segment de cercle ; la plus grande partie s’étant déposée du côté nord », en supposant tout de suite que cet ensablement n’a fait, depuis l’antiquité, qu’empirer. L’enceinte englobe aujourd’hui [c’est-à-dire en 1907] une série d’habitations et d’exploitations agricoles. La ville antique était ceinturée d’une enceinte dessinée « de façon à profiter des deux principaux torrents comme d’un fossé naturel ». La ville semble avoir été divisée en deux parties — trois si l’on compte l’acropole comme élément distinct — séparées par un « ressaut très accentué ». Cette séparation, suivant une idée développée par Chapot, semble avoir été tellement nette que la communication entre ces deux parties se faisait plus aisément par l’extérieur (en passant par les portes notées A et B sur le plan de Chapot) que par l’intérieur de la cité. Une telle interprétation ne peut que surprendre vu la vulnérabilité en cas d’attaque ou tout simplement l’inconfort généré.
L’entrée principale de la ville doit avoir été la porte A — Bab-el-Kils [porte de la chaux en arabe] aujourd’hui, car l’Oronte se trouve au sud-ouest. Bab-el-Kils, qui n’est qu’une « grande arche s’ouvrant dans le mur d’enceinte », pourvue d’entailles qui incitaient Chapot à y voir un dispositif de fermeture, ce qui semble logique pour la porte d’une ville. En longeant le mur vers le nord, on passe à côté d’une deuxième porte : Bab-el-Mina’ [porte du port en arabe]. Faut-il donner un sens à ce nom, est-elle vraiment la porte du port ? À priori, non ! Cette porte étant flanquée de deux tours, on serait tenté d’y voir la porte principale, mais sa situation juste au-dessus d’un torrent n’aurait certainement pas rendu aisée la circulation en temps de paix. Plus au nord encore, au point C de son plan, Chapot décrit des restes d’un bâtiment que les habitants nommaient El-Kanissa [église en arabe]. Notre guide doute du fondement de cette dénomination, préférant y voir un autre élément défensif de la porte B, qui du coup deviendrait l’élément le plus fortifié de l’ensemble, ce qui au vu des défenses naturelles qu’offre la topographie, semble exagéré. Détail secondaire, mais digne d’être mentionné, à partir de ce point et vers le nord, la qualité du travail de maçonnerie décline: le mur est fait de gros blocs polygonaux irréguliers à l’extérieur servant de parement à un semblant d’opus caementicium à l’intérieur. Peut-on y voir une réparation ultérieure ? Chapot ne s’y hasarde pas et ne fait que décrire ce fait.
Sur près de 300 m, l’enceinte s’éloigne du ravin qui la longeait, et ce n’est qu’a l’endroit ou le ravin rejoint l’enceinte, au point noté D, qu’une autre construction défensive s’élevait : une tour aujourd’hui probablement encore plus ruinée qu’à l’époque de Chapot. Au nord-ouest de D on reconnaît sur le plan l’ensemble ruiné noté E auquel Chapot attribue une fonction stratégique. Là aussi, le doute est permis pour les mêmes raisons qu’au points B/C. La muraille se prolonge ensuite sur une bonne longueur — environ 1 500 m si le plan est vraiment à l’échelle — pour laisser un passage nommé Bab-el-Haoua’ [Porte du vent]. La aussi Chapot note un changement dans la qualité du travail de maçonnerie qui le laissent penser à des travaux de réfection. Légèrement plus au nord se situe, au point nommé G, un petit plateau « pour partie artificiellement nivelé » sur lequel s’élevait une construction de « forme circulaire, sur soubassement » carré. Il est tentant d’y voir l’endroit ou s’élevait l’église décrite plus loin dans ce texte.
Plus haut encore, au point noté H, Chapot situe les restes de l’acropole nommée El-Qal’a [forteresse en arabe] preuve pour lui que « les restes ont été jadis beaucoup plus considérables » qu’en 1907. L’endroit semble en tout cas adapté; toutefois peu de restes subsistent : « un pan de mur, de forte épaisseur » et des « débris d’un bâtiment rectangulaire ». Associée à l’acropole, Chapot croit reconnaître une redoute au point J. Mais si l’acropole se situait au point H, qu’y aurait-il eu sur les plateaux notés K et L ? Il est possible que l’ensemble de la partie haute ait formé un complexe fortifié.
En redescendant, Chapot avait du mal à suivre le tracé de l’enceinte, se plaignant que les habitants aient réutilisés des pans entiers pour la construction de leurs habitations, notant par la même que des descriptions antérieures aient fait mention de — beaucoup — plus de restes. À certains étroits, l’enceinte aurait été taillée dans la roche même, profitant de la topographie pour défendre la cité. Un ancien torrent, celui même dont il sera question lors de la description du tunnel, interrompt l’enceinte — preuve que celle-ci est antérieure à la construction du même tunnel sous les flaviens ? 
Chapot croit avoir trouvé le passage de la ville haute à la ville basse en décrivant une voie taillée de main d’homme Polybe utilise la même expression, mais elle prend peut-être un autre sens: On ne peut y accéder, du côté de la mer, que par une seule voie, une rampe taillée à main d’homme, qui ne cesse de tourner, formant ainsi d’innombrables lacets.] et estime que les ouvrages en P et R servaient à fortifier ce sentier fort sinueux.
Non loin de l’ancien bassin du port Chapot note « un vaste ensemble de décombres » duquel on aurait « une grande quantité de débris d’œuvres d’art: des statues, des bas-reliefs et des colonnes de grande dimension », auquel il est tenté d’associer la classique rue à colonnades à la syrienne. 
Chapot cite aussi des nécropoles creusées dans la roche. Ces « tombeaux des rois », comme les paraphe Chapot, se situeraient au nord du bassin portuaire, au point noté D. C’est près de D aussi que débouche une large canalisation souterraine, après avoir enjambé le canal de déviation à l’aide d’un large aqueduc.
À l’est de la cité, à environ 2 km de l’enceinte, existe une dépression à l’endroit marqué d’un q qu’il est tenté de rapprocher à l’hippodrome que Polybe cite au chapitre 59 de son Ve livre.
Cet hippodrome est cité par Eusèbe de Salle [voir bibliographie] en ces termes: « Après une heure et demie de marche, je rencontrai une vaste fabrique composée d’arceaux et de galeries qui paraissaient avoir appartenu à des amphithéâtres ».
Chapot décrit aussi le port et le tunnel, mais nous réserverons ces descriptions aux parties dédiées plus loin dans ce document.

### Description de Séleucie de Piérie par Polybe — vers 140 a.J.C.
Outre la description du cadre général, Polybe, auteur du milieu du IIe siècle, parle de Séleucie de Piérie comme s’étendant « sur un terrain accidenté descendant jusqu’à la mer » et « entourée presque de tous les côtés par des falaises ou des éboulis rocheux ». Toujours selon Polybe, « Au pied de la pente, sur le terrain plat qui forme le rivage » se trouvaient les docks, « ainsi qu’un faubourg puissamment fortifié ». La ville possèderait « une magnifique parure de temples et autres édifices ».

### Description de Séleucie de Piérie par Pococke — vers 1770
« On entre dans la ville du côté du nord-est, du nord-ouest et de l’est, il y a hors des murailles, du côté du levant, une descente rapide d’environ cinquante à soixante pieds de hauteur, au bas de laquelle est un fossé naturel; mais comme la ville était extrêmement faible de ce côté-ci, on la fortifia d’une double muraille, dont celle à l’extérieur était bâtie de grosses pierres et avait dix pieds d’épaisseur, l’intérieur de pierres de taille, avec des tours carrées, espacées d’environ cinquante pas. »
« La porte de la ville était du côté du midi; elle était ornée de pilastres et flanquée de deux tours rondes. Elle existe encore presque en entier et on la nomme la porte d’Antioche. »
« On avait pratiqué à quelque distance des murailles des égouts voûtés qui allaient en s’élargissant. »
« Il y avait dans la plaine, au sud-ouest, un très beau bassin revêtu tout autour, qui servait de port et [qui] communiquait avec la mer par le moyen d’un canal. »
« Deux tours servaient probablement à défendre le port. Il y en avait une autre au midi, taillée sur le roc, au bas duquel était un souterrain de vingt-quatre pieds de long sur dix de large. La commençait un môle d’environ soixante-sept pas de long sur dix-huit de large, bâti de grosses pierres (...) qui étaient liées avec des crampons de fer. Il y a tout lieu de croire que les vaisseaux mouillaient entre deux pendant l’été et que l’on les remorquait dans le bassin à l’arrivée de l’hiver. »
« On exécuta l’ouvrage extraordinaire dont parle Polybe pour établir une communication entre la ville et la mer; il dit qu’il était taillé dans le rocher en forme d’escalier. (...) il aboutissait à la mer. »
« [Le bassin] est actuellement comblé et ne forme qu’une mare. L’eau se rend dans la mer par deux petits canaux, par le canal du bassin et par un autre qui est au sud-ouest. »
« Je me transportai à l’embouchure de l’Oronte pour voir si je ne découvris point quelques vestiges de l’ancien port d’Antioche. Le bassin est extrêmement vaste, mais tellement comblé que je ne pus m’assurer s’il formait un polygone ou un cercle. Il y avait tout lieu de croire qu’on avait ménagé des écluses que l’on fermait lors des grandes crues. ».

### Description de Séleucie de Piérie par Volney — vers 1784
« Malgré la rudesse de ses habitans, Antioche était plus propre qu’Alep à servir d’entrepôt aux européens. En dégorgeant l’embouchure de l’Oronte, qui se trouve six lieues plus bas, l’on eût pu remonter cette rivière avec des bateaux à la traîne, mais non avec des voiles, comme l’a prétendu Pococke : son cours est trop rapide. Les naturels, qui ne connoissent point le nom d’Oronte, l’appellent, à raison de sa rapidité, El Aâsi, c’est-à-dire le rebelle. Sa largeur, à Antioche, est d’environ quarante pas ; sept lieues plus haut, il passe par un lac très-riche en poissons, et sur-tout en anguilles. Chaque année l’on en sale une grande quantité, qui cependant ne suffit point aux carêmes multipliés des grecs. Du reste, il n’est plus question à Antioche ni du bois de Daphné, ni des scènes voluptueuses dont il était le théâtre. La plaine d’Antioche, quoique formée d’un sol excellent, est inerte et abandonnée aux turkmans ; mais les montagnes qui bordent l’Oronte, sur-tout en face de Serkin, sont couvertes de plantations de figuiers, d’oliviers, de vignes et de mûriers qui, par un cas rare en Turquie, sont alignées en quinconce, et forment un tableau digne de nos plus belles provinces. Le roi macédonien, Séleucios Nicator, qui fonda Antioche, avait aussi bâti à l’embouchure de l’Oronte, sur la rive du nord, une ville très-forte qui portait son nom. Aujourd’hui il n’y reste pas une habitation : seulement l’on y voit des décombres et des travaux dans le rocher adjacent, qui prouvent que ce lieu fut jadis très-soigné. L’on aperçoit aussi dans la mer les traces de deux jetées, qui dessinent un ancien port désormais comblé. Les gens du pays y viennent faire la pêche, et appellent ce lieu Souaîdié. De là, en remontant au nord, le rivage de la mer est serré par une chaîne de hautes montagnes que les anciens géographes désignent sous le nom de Rhosus : ce nom, qui a dû être emprunté du syriaque, subsiste encore dans celui de Râs-El-Kanzir, ou cap du sanglier, qui forme l’angle de ce rivage ».

### Description de Séleucie de Piérie par La Salle — vers 1838
« Le port de mer [de Séleucie de Piérie] était un Cothon ou bassin artificiel dont l’enceinte en fer à cheval est encore très reconnaissable. La courbe touchait à la ville: la mer y communiquait par un chenal que l’on suit encore au nord-ouest. Il est encore assez profond pour former un marais couvert de joncs. »
« Les pierres du quai ont bravé le temps par leur masse. »
« La ville arrivait en pente vers le port d’où un grand faubourg s’étendait en plaine jusqu’à l’amphithéâtre. Un mur d’enceinte, un reste de tour qui aura été remanié à l’époque byzantine... »
« Ce débris est au niveau de l’hémicycle calcaire (...) que la main de l’homme orna pour en faire des tombeaux. »
« [En temps de pluie] la boue, le sable, le gravier, entraînés par les eaux pouvaient combler le Cothon. »
« En haut de la montagne et enceignant la ville antique règne un aqueduc gigantesque, tantôt creusé à ciel ouvert, tantôt foré sous le roc. Tout n’y a pas été fait de main d’homme: un gros mamelon calcaire était fendu profondément en plusieurs endroits. Les intervalles pleins furent percés; les fentes rendues plus profondes. Cet aqueduc se continuait jusqu’à la mer, un peu à droite du chenal. »

### Église à Séleucie de Piérie
Église ronde d’environ 30 m de diamètre. Seules les fondations subsistaient, ces dernières étant actuellement enfouies pour les protéger. Situation : à l’intérieur des murailles, près de la porte du marché, à quelques pas de la rue à colonnades. Il ne reste pas grand chose hormis les restes de chapiteaux et la mosaïque du déambulatoire. La mosaïque retrouvée représente des animaux qu’on pourra à volonté interpréter comme des scènes de chasse ou de la genèse. Ce type d’église se retrouve assez souvent en Syrie, de sorte qu’il n’est pas facile de tirer des conclusions spécifiques à Séleucie de Piérie. La datation est imprécise, mais il semble que l’édifice ait subi des rénovations à la suite du tremblement de terre de 526.

### Le port
« D’un coup d’œil sur la carte, on jurerait que la fondation de Séleucie, en un lieu que la nature n’avait point prédestiné, ne put avoir d’autre cause que la fondation d’Antioche. »

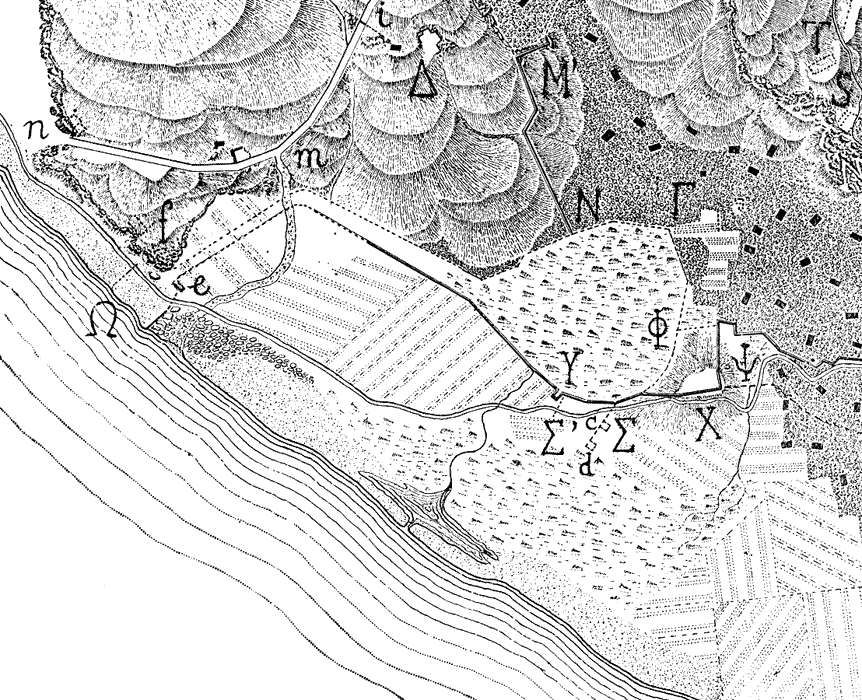
Plan de Chapot: détail du port antique (1907)

La raison d’être de Séleucie de Piérie semble avoir été de servir de port à Antioche.
Le port hellénique et ses installations ne semblent pas avoir laissé de traces, ce qui reste est entièrement romain. Ce dernier se situait au sud de la ville (à l’endroit marqué d’un F dans le plan de Chapot). Son emplacement est suggéré par une dépression encore visible de nos jours.
L’entrée initiale du port semble avoir été au sud du port, signalé par les signes S et S' dans le plan de Chapot. Ce dernier mentionne en effet deux murs pouvant entre interprétés comme encadrant un canal. De plus, deux tours en ruine semblent flanquer ce passage. Dus aux forts courants marins, les alluvions de l’Oronte ont vite fait d’ensabler cette entrée initiale.
L’ensablement n’étant pas uniquement dû aux alluvions charriés par la mer, mais pour une plus grande partie par les torrents de montagne, dont celui à l’ouest de l’enceinte semble avoir causé le plus de problèmes, on décida d’y remédier en déviant celui-ci par un tunnel.
Sous Dioclétien, un chenal coudé (visible en pointillés sur le plan) a été creusé. Long d’environ 800 m, barré au sud par une muraille, au nord taillé partiellement dans la roche, il se terminant en un avant-port flanqué de deux postes de garde (e et f sur le plan.)
Séleucie de Piérie comptait au moins deux cimetières de marins. Celui des officiers était situé sur la route d’Antioche, à l’entrée de la ville à la porte du marché ; celui des marins était entre l’aqueduc de Vespasien et le port.
Ce cimetière a livré 6 épitaphes d’officiers qui renseignent assez bien sur la composition de la flotte romaine mouillant au IIe siècle à Séleucie de Piérie.

### Le tunnel
Pour remédier à l’ensablement répété du port, le torrent à l’ouest de la ville fut dévié à l’aide d’un ouvrage d’art impressionnant dont les éléments les plus marquants sont deux tunnels creusés à même la roche.
Le torrent en question est marqué sur la carte de Chapot et y est désigné par les lettres M et M'.
L’ensemble, composé d’un barrage, de deux tunnels et d’une tranchée creusée à même la roche se développe sur une longueur totale d’environ 875 m. Les travaux ont été commencés sous Vespasien et terminés après la mort de Titus, comme l’atteste une inscription gravée:
DIVVS VESPANIANVS
ET DIVVS TITVS
FC
Le torrent était dévié à l’aide d’un barrage d’une longueur totale de 175 m. Partiellement imbriqué dans la roche naturelle, il mesurait quelque 16 m de haut, dont aujourd’hui seulement 4 m sont restés libres, à la suite de l’accumulation des alluvions.
Cette structure massive, avec une largeur de 5 m, était composée de deux couches de murs en pierres taillées avec un noyau d’opus caementicium. Les ingénieurs romains ont su donner à ce mur la concavité qui lui a permis de survivre jusqu’à aujourd’hui.
Ne pouvant plus se déverser dans son lit naturel, l’eau devait passer le premier tunnel. Ce dernier à une section d’environ 6 m par 6 m, sur une longueur totale de 89 m. S’ensuit la tranchée creusée longue de 64 m puis un autre tunnel creusé long de 31 m.
Le premier tunnel est légèrement incurvé, comme le montre le plan d’ensemble relevé par K. Grewe. À quelques dizaines de mètres du portail, se trouvent deux gravures singulières : un œil à une hauteur d’environ 5 m de haut ainsi qu’une ligne gravée qui semble être une sorte de ligne de mire horizontale (à environ 7 m de haut et longue d’environ 6 m de long.)
Au niveau du portail, la petite encoche est due au fait que pour creuser un tunnel, on avait recours à des tunnels pilotes précédant l’ouvrage complet. À cause des moyens limités de relevé de terrain, il y avait une grande imprécision dans ces travaux, obligeant l’ingénieur romain à procéder par tâtonnements. On retrouve les traces de ces tunnels pilotes à l’intérieur même des tunnels.
Il est probable que les ingénieurs aient commencé à faire creuser en premier la tranchée pour s’attaquer ensuite aux deux tunnels simultanément des deux bouts. Ceci est indiqué par l’escalier se situant dans la tranchée. Ce dernier a été successivement creusé vers le bas pour permettre d’évacuer les débris vers l’extérieur. Une fois les tunnels creusés, il devenait plus facile d’évacuer ces derniers par les tunnels, rendant l’escalier obsolète, d’où l’état actuel. Un autre indice est donné par le fait que les tunnels pilotes nommés plus haut se trouvent aux deux portails du tunnel, ce qui ne s’explique que par le fait qu’on ait commencé à creuser simultanément des deux côtés.
Les murs de cette tranchée sont travaillés avec une qualité remarquable, on est tenté de penser que pour s’éviter de lourds échafaudages, ce travail ait été effectué en même temps que l’excavation.
La dernière portion du tunnel, longue de 31 m, est en principe similaire à la première portion. On y retrouve les mêmes traces de tunnels pilote, ce qui indique une même manière de faire.
L’érosion de 2000 ans ayant presque totalement effacé toute trace de dénivelé à l’intérieur du tunnel, on est obligé de déterminer celui-ci à partir d’indications secondaires. On l’estime à environ 2,0 % pour le premier tunnel et à environ 2,7 % pour le second. On a aussi calculé que le tunnel pouvait évacuer un débit maximum d’environ 70 m3/s.
Notons aussi au point m du plan de Chapot, là où le canal forme un coude prononcé vers l’ouest, la présence d’une brèche dans ce dernier. Cette brèche, à cet endroit, ne peut être d’origine naturelle. D’après Chapot, « lors de l’invasion arabe, dit-on, fut pratiquée » cette ouverture. C’est par celle-ci que s’échappe encore aujourd’hui, « une bonne partie, sinon la totalité des décombres ». Il serait fort intéressant d’en savoir plus sur l’origine et les motivations d’un tel acte de sape ou de sabotage.

## Évolution du port
L’ensablement progressif a profondément changé l’aspect du site. Partant du principe que cet ensablement ait été présent dès les premières années, il ne sera pas aberrant de croire que Seleucos Ier ait fondé le port de la ville directement sur le rivage. Polybe signale d’ailleurs des docks sur le rivage, qui n’est pas celui d’aujourd’hui.
Ce port se sera probablement, lentement mais sûrement ensablé, passant d’une anse encore largement ouverte à une baie de plus en plus fermée. Les alluvions auront vite fait de resserrer l’ouverture de cette baie, de sorte qu’il fallut à un moment ou un autre assurer l’ouverture de celle-ci par deux quais ou digues. Cette mesure permettra certainement de retarder l’effet de l’accumulation des alluvions de l’Oronte à l’intérieur du bassin. Toutefois une grande partie de l’ensablement était en fait dû aux actions des pluies charriant boues et roches dans ce dernier. La contre-mesure prise fut la construction de l’ouvrage d’art déviant les eaux plus à l’ouest. La combinaison de ces deux mesures à certainement permis de réduire le problème de l’ensablement à l’intérieur du bassin, mais pas celui lié à l’extérieur, de sorte que l’ouverture permettant d’entrer dans le port se vit de plus en plus restreinte — même avec les quais. 
On aura certainement essayé de dégager l’entrée en la désensablant, mais à un certain moment on dut se résigner à l’abandonner pour creuser une seconde entrée : le canal coudé.
Il est clair que de telles mesures lourdes en investissements ne se justifient que par l’absolue nécessité des Romains d’avoir une base navale, de sorte qu’une fois ce besoin caduc (avec les invasions perses et arabes), l’effort de maintenir le site fut abandonné. Ceci ne veut pas dire qu’il fut abandonné — la part « civile » des activités de la ville a bien pu perdurer, mais la dégradation du site ne fut plus ralentie par la main de l’Homme.
Les catastrophes du VIe siècle auront grandement réduit l'importance du site, si ce n'est l'avoir éradiqué.
À partir du VIIe siècle, Séleucie de Piérie perdure avec une population fortement réduite, parce que tout le pays est passé sous contrôle arabe. Ce contrôle arabe en lui-même n’est pas forcément synonyme de décadence économique, mais la frontière entre les domaines d’influence arabe et byzantin passant à proximité de Séleucie de Piérie, les routes commerciales traditionnelles auront — pour un bon moment — cessé d’exister. La population restante aura continué d’occuper le site, exploitant le port pour des activités de pêche... La fonction militaire aura certainement cessé, les arabes en cette époque n’ayant pas encore développé de marine.
La ville ayant été réoccupée au Xe siècle par les Byzantins, ils y auront certainement basé au moins quelques navires, peut-être dans le port extérieur.
La même chose est certainement valable pour l’époque des Croisades : l’utilisation attestée de Saint-Syméon en tant que port de débarquement par les troupes franques laisse quand même supposer qu’une activité minimale ait eu lieu à Séleucie de Piérie.
La description du site de Séleucie de Piérie vers 1770 donne : « [Le bassin] est actuellement comblé et ne forme qu’une mare. L’eau se rend dans la mer par deux petits canaux, par le canal du bassin et par un autre qui est au sud-ouest. » 
Quelque vingt ans après, on décrit le site comme suit : « L’on aperçoit aussi dans la mer les traces de deux jetées, qui dessinent un ancien port désormais comblé. Les gens du pays y viennent faire la pêche, et appellent ce lieu Souaîdié. »
Encore cinquante ans plus tard cela sonne comme ça : le bassin « est encore assez profond pour former un marais couvert de joncs. »
Chapot, en 1907, ne parle plus de bassin mais d’un terrain agricole, au mieux d’une dépression encore visible.
Tout cela laisse penser que l’ensablement total du port est relativement récent, si en 1770 le bassin était encore une mare et qu’en 1838 c’était encore un marais couvert de joncs, il semble fort peu réaliste de considérer cela comme la suite logique d’une évolution ayant pris son départ dans un abandon total du port vers l’an 1000.
Une des thèses est la suivante : après que les Romains eurent abandonné le port vers la fin du VIIe siècle, les dégradations subies par ce dernier ont pu s’accumuler sans que la main de l’Homme n’y remédie. Toutefois les améliorations apportées tout au long des 800 ans de son existence antérieure l’ont probablement rendu moins sensible à l’ensablement qu’avant. Les Byzantins ont donc probablement trouvé un port qu’ils auraient tout du moins partiellement utilisé dans leur brève reprise en main de la région. Il ne semble pas que la ville en elle-même ait connu un repeuplement ni que ses fortifications aient été remise en état.
Les Croisés avaient effectué des débarquements de troupes dans la zone, sans savoir si ces derniers avaient eu lieu sur le site de Séleucie de Piérie. Le site lui-même ne semble pas avoir été occupé par les Francs, peut-être que les fortifications ont déjà été dans un tel état de délabrement qu’il ne fut pas possible de les réutiliser directement. Il semble en effet étrange qu’ils n’aient pas assuré par une fortification l’accès maritime de l’Antioche croisée si un site préexistant le leur avait permis.
Comme beaucoup d’installations à caractère militaire ont été détruites lors de la « reconquista » mamelouke vers 1300, il y a fort à parier que c’est dans ce cadre que les mesures de déviation du torrent aient été sapées, précipitant du coup la déchéance du site.
C’est donc plus vers le XIVe siècle qu’il faudra voir l’abandon définitif du site.

## Sources antiques
- Libanios, Antiochikos.
- Polybe, Histoires [détail des éditions] [lire en ligne].